# Pacho (Colombie)
Pour les articles homonymes, voir Pacho.
Pacho est une municipalité située dans le département de Cundinamarca, en Colombie.

## Personnalités liées à la municipalité
- Samuel Cabrera (1960-2022) : coureur cycliste ayant participé à six Tour de France, né et mort à Pacho.
- Aquileo Parra (1825-1900) : président des États-Unis de Colombie mort à Pacho.
- José Gonzalo Rodríguez Gacha (1947-1989) : baron de la drogue faisant partie du cartel de Medellín, né à Pacho.